# Henry Smith (football)
Pour les articles homonymes, voir Henry Smith et Smith.
Henry Smith, né le 10 mars 1956 à Douglas Water (Écosse), est un footballeur écossais, qui évoluait au poste de gardien de but à Heart of Midlothian et en équipe d'Écosse. 
Smith a eu trois sélections avec l'équipe d'Écosse entre 1988 et 1992.

## Carrière
- 1976-1977 : Frickley Athletic
- 1977-1978 : Winterton Rangers
- 1978-1981 : Leeds United
- 1981-1996 : Heart of Midlothian
- 1996-2000 : Ayr United
- 2000-2002 : Clydebank FC
- 2002-2004 : Berwick Rangers

## Palmarès

### En équipe nationale
- 3 sélections et 0 but avec l'équipe d'Écosse entre 1988 et 1992.